# SSX (jeu vidéo, 2012)
SSX est un jeu de snowboard de la série SSX édité par Electronic Arts et sorti le 1er mars 2012. D'abord révélé au Spike video game Awards, SSX 2012 est présenté sous le titre SSX: Deadly Descents, puis raccourcie plus tard en SSX, comme le premier opus de la série. La bande-annonce du jeu sembla montrer une direction sombre contrairement aux opus précédents, et inclura l'utilisation de lieux réels, plutôt que des circuits fictifs comme dans les anciens épisodes. Cependant, la face sombre du jeu a disparu pour laisser la place à l’esthétique déjantée des premiers opus. Le 29 juin 2011, Sony et Nintendo ont tous deux confirmé qu'ils testent le jeu pour leurs nouvelles consoles portables.

## Système de jeu
Dans SSX, les joueurs prennent le rôle d'un membre d'une équipe de snowboard, le team SSX, qui veut parcourir des montagnes du monde réel, comme l'Himalaya et l'Antarctique. Dans l'histoire, Griff simmons s'est enfui avec l'argent des sponsors de l'équipe et le but sera de le poursuivre sur toutes les montagnes du monde avec l'aide de nouveaux équipements et en triomphant des descentes de la mort. 

## Personnages
Il y a dans ce jeu dix personnages jouables en tout dont trois nouveaux personnages :
-Zoé Payne
-Mac Fraser
-Elise Riggs 
-Psymon Stark
-Moby Jones
-Kaori Nishidake
-Tane Mumea
-Ty Thorsen
-Alex Moreau
-Griff Simmons
Les deux personnages Eddie Wachowski (déjà présent depuis SSX Tricky) et Travis Rice (un snowboarder professionnel connu pour sa participation au film The Art of Flight) se sont vus ajouter au casting début avril lors de la sortie du premier DLC.
Le 1er mai 2012 a vu arriver un second DLC contenant quant à lui, 7 des personnages « classiques » que sont Elise, Eddie, Psymon, Zoé, Kaori, Moby et Mac, le tout en version rétro et chacun d'eux reprenant le design des personnages de SSX Tricky ou SSX 3.

## Bande-son
Lors de l'IGN SSX Live Demo, un des développeurs a révélé qu'ils peuvent inclure la chanson de Run DMC It's Tricky de SSX Tricky pour « satisfaire les fans ». Deux chansons du groupe The Qemists y sont incluses : Den Na Like Me et Lifeline présentes dans la bande annonce de la Gamescom 2011.
Voici les musiques qui ont été confirmées :
- Run-D.M.C. - It's Tricky (Pretty Lights Remix)
- Pretty Lights - Hot Like Dimes
- Las Ketchup - Kusha Las Payas (Espagne seulement)
- Junkie XL - No Remorse
- The Qemists featuring Wiley - Dem Na Like Me (Remix)
- The Qemists - Lifeline
- Bob Bradley ft. Nick McEnnally - Shatter
- The Naked and Famous - Young Blood
- Danny Byrd ft. I-Kay - Ill Behaviour
- Noisia - Could This Be
- DJ Shadow - I Gotta Rokk (Irn Mnky Swagger Mix)
- Madeon - Icarus
- The Sound of Arrows - Into the Clouds (Fear of Tigers Remix)
- Camo & Krooked - Portal
- Hey Monday - Set Off
- Flux Pavilion - I Can't Stop
- Two Door Cinema Club - Something Good Can Work (The Twelves Remix)
- Ash - Embers
- Mint Royale - Singin' in the Rain
- Joker - Milky Way
- Handsome Furs - Damage
- The Submarines - 1940 (AmpLive Remix)
- Theophilus London - I Stand Alone (SSX Edit)
- Nero - Scorpions
- The Herbaliser - What You Asked For
- Foster the People - Houdini
- Au Revoir Simone - Another Likely Story (Neon Indian Remix)
- Felguk feat. Example - Plastic Smile
- Skrillex feat. Foreign Beggars & Bare Noize - Scatta
- The Qemists - Stompbox (Spor Remix)
- Konrad Old Money - Big Error
- Chilly Gonzales - You Can Dance (Robotaki Remix)
- Wretch 32 - Traktor
- The Joy Formidable - Austere
- Turbowolf - A Rose for The Crows
- TRS-80 - Mirage
- Raffertie - Twitch (It Grows and Grows)
- The Fratellis - Chelsea Dagger
- J Boogie's Dubtronic Science-Magik (Egyptian Lover Remix) ft. Aima the Dream, Cait La 11. Dee & Raashan Ahmad

## Accueil
- Famitsu : 33/40[1]
- Jeuxvideo.com : 17/20[2]